# Puchar Szwajcarii w piłce siatkowej mężczyzn (2024/2025)
Puchar Szwajcarii w piłce siatkowej mężczyzn 2024/2025 (oficjalna nazwa ze względów sponsorskich: Mobiliar Volley Cup 2024/2025) – 65. edycja siatkarskiego Pucharu Szwajcarii zorganizowana przez stowarzyszenie Swiss Volley. Rozpoczęła się 4 września 2024 roku. Brały w niej udział kluby z Nationalligi A, Nationalligi B, 1. Ligi oraz lig regionalnych (tj. 2. Ligi, 3. Ligi i 4. Ligi).
Rozgrywki składały się z sześciu rund wstępnych, 1/8 finału, ćwierćfinałów, półfinałów i finału. Drużyny z Nationalligi A dołączyły do rywalizacji w 1/8 finału.
Finał odbył się 5 kwietnia 2025 roku w Axa Arenie w Winterthur. Po raz dziewiąty, jednocześnie drugi raz z rzędu, Puchar Szwajcarii zdobył klub Volley Amriswil, który w finale pokonał Chênois Genève Volleyball. Najlepszymi zawodnikami finału zostali wybrani Julian Weisigk z Volley Amriswil oraz Hélio Sanches z Chênois Genève Volleyball.

## System rozgrywek
Puchar Szwajcarii w sezonie 2024/2025 składał się z sześciu rund wstępnych, 1/8 finału, ćwierćfinałów, półfinałów i finału. We wszystkich rundach drużyny rywalizowały w parach, a o awansie decydowało jedno spotkanie.
W 1. rundzie uczestniczyły drużyny grające w ligach regionalnych, w 2. rundzie do rozgrywek dołączyły zespoły z 1. Ligi, w 5. rundzie – z Nationalligi B, natomiast w 1/8 finału – z Nationalligi A.
Drużyny z lig regionalnych oraz z 1. Ligi podzielono na cztery grupy (A, B, C i D) na podstawie przynależności do związków regionalnych. Pary meczowe rund wstępnych zostały wyłonione w drodze losowania z uwzględnieniem podziału na grupy. Na podstawie losowania ustalono także pary 1/8 finału, ćwierćfinałów oraz półfinałów. Losowanie 1/8 finału odbyło się 16 grudnia, ćwierćfinałów – 20 stycznia, a półfinałów – 3 lutego.
| Grupa A                                                                              |
| ------------------------------------------------------------------------------------ |
| Région Genève (SNVRG)                                                                |
| - Groupement Sportif du CERN - Meyrin VBC - SNVB - VBC Avully - VBC Ferney-Prévessin |
| Région Jura-Seeland (SVRJS)                                                          |
| - Bienne Volleyboys - VBC La Suze - Nidau Volley                                     |
| Région Neuchâtel (SVRN)                                                              |
| - NUC - VBC E2L - VBC La Chaux-de-Fonds                                              |
| Région Valais (SVRVS)                                                                |
| - VBC Fully - VBC Haut-Lac - VBC Sion                                                |
| Région Vaud (SVRV)                                                                   |
| - Lausanne VBC - VBC Eburo - VBC Orbe - VBC Sainte-Croix - VBC Yverdon               |

| Grupa B                                                                                               |
| --- |
| Region Bern-Solothurn (SVRBESO)                                                                       |
| - VBC Aeschi - VBC Langenthal - VBC Münchenbuchsee - VBC Thun - Volero Aarberg - Volley Oberdiessbach |
| Région Fribourg (SVRF)                                                                                |
| - Gibloux Volley - TV Murten Volleyball - VBC Bulle - VBC Fribourg - Volley Avenches                  |

| Grupa C |
| --- |
| Region Aargau (SVRA) |
| - BTV Aarau - STV Baden - SV Volley Wyna - TV Lunkhofen - VBC Kanti Baden - VC Los Unidos Oberes Seetal - Volley Mutschellen |
| Region Basel (SVRB) |
| - KTV Riehen - SC Novartis - TV Arlesheim - TV Muttenz - VB Therwil - VBC Allschwil - VBC Bubendorf - VBC Laufen             |
| Region Innerschweiz (SVRI)                                                                                                   |
| - Hochdorf Audacia - LK Zug - Raiffeisen Volleya Obwalden - VTV Horw                                                         |
| Regione Ticino e Moesa (SVRTM)                                                                                               |
| - #Dragons Lugano |

| Grupa D |
| --- |
| Region GSGL (SVRGSGL) |
| - VBC Glaronia - VBC Linth |
| Region Nord-Ostschweiz (SVRNO) |
| - Appenzeller Bären - Audax SSC - Rheno Volleyball - Stadtturnverein Wil - TV Warth-Weiningen - VBC Andwil-Arnegg - VBC Seuzach - VBC Wittenbach - VBG Klettgau - VBR Rickenbach - VC Smash Winterthur - Volley Bütschwil - Volley Flawil - Volley Goldach |
| Region Zürich (SVRZ) |
| - KSC Wiedikon - Rainbow Sport Zürich - VBC Einsiedeln - VBC Embrach - VBC Freies Gymnasium - VBC Rämi - VBC Spada Academica - VBC Stäfa - VBC Swiss - VC Tornado Adliswil - Volley Uster                                                                  |

## Drużyny uczestniczące
| Nationalliga A (9 drużyn) | Nationalliga A (9 drużyn) |
| ------------------------- | ------------------------- |
| Chênois Genève Volleyball | finał                     |
| Colombier Volley          | ćwierćfinał               |
| Lausanne UC               | półfinał                  |
| STV St. Gallen            | 1/8 finału                |
| TSV Jona Volleyball       | 1/8 finału                |
| VBC Sursee                | 1/8 finału                |
| Volley Amriswil           | zwycięstwo                |
| Volley Näfels             | 1/8 finału                |
| Volley Schönenwerd        | półfinał                  |

| Nationalliga B (6 drużyn) | Nationalliga B (6 drużyn) |
| ------------------------- | ------------------------- |
| City Volley Basel         | 6. runda                  |
| Lutry-Lavaux Volleyball   | 1/8 finału                |
| VBC Servette Star-Onex    | 5. runda                  |
| VBC Uni Bern              | 1/8 finału                |
| VBC Voléro Zürich         | 6. runda                  |
| Volleyball Papiermühle    | 6. runda                  |

| 1. Liga (25 drużyn)        | 1. Liga (25 drużyn) |
| -------------------------- | ------------------- |
| #Dragons Lugano            | 2. runda            |
| Bienne Volleyboys          | 2. runda            |
| BTV Aarau                  | 3. runda            |
| Groupement Sportif du CERN | 2. runda            |
| Lausanne VBC               | 3. runda            |
| LK Zug                     | 3. runda            |
| Meyrin VBC                 | 2. runda            |
| Nidau Volley               | 2. runda            |
| TV Lunkhofen               | 6. runda            |
| TV Murten Volleyball       | 4. runda            |
| VB Therwil                 | 6. runda            |
| VBC Aeschi                 | 3. runda            |
| VBC Andwil-Arnegg          | 4. runda            |
| VBC Bulle                  | 2. runda            |
| VBC Fribourg               | 2. runda            |
| VBC Fully                  | 4. runda            |
| VBC Kanti Baden            | 2. runda            |
| VBC Münchenbuchsee         | 5. runda            |
| VBC Sainte-Croix           | 4. runda            |
| VBC Thun                   | 5. runda            |
| VBC Züri Unterland         | ćwierćfinał         |
| VC Smash Winterthur        | 6. runda            |
| Volero Aarberg             | 2. runda            |
| Volley Oberdiessbach       | ćwierćfinał         |
| Volley Oerlikon            | 4. runda            |

| 2. Liga (34 drużyny)        | 2. Liga (34 drużyny) | 2. Liga (34 drużyny) |
| --------------------------- | -------------------- | -------------------- |
| Appenzeller Bären           | SVRNO                | 3. runda             |
| Hochdorf Audacia            | SVRI                 | 1. runda             |
| KTV Riehen                  | SVRB                 | 2. runda             |
| NUC                         | SVRJS/SVRN           | 3. runda             |
| Raiffeisen Volleya Obwalden | SVRI                 | 1. runda             |
| SC Novartis                 | SVRB                 | 1. runda             |
| SNVB                        | SNVRG                | 1/8 finału           |
| STV Baden                   | SVRA                 | 1. runda             |
| SV Volley Wyna              | SVRA                 | 3. runda             |
| TV Arlesheim                | SVRB                 | 3. runda             |
| VBC Allschwil               | SVRB                 | 1. runda             |
| VBC Avully                  | SNVRG                | 1. runda             |
| VBC Bubendorf               | SVRB                 | 2. runda             |
| VBC E2L                     | SVRJS/SVRN           | 1. runda             |
| VBC Einsiedeln              | SVRZ                 | 6. runda             |
| VBC Ferney-Prévessin        | SNVRG                | 1/8 finału           |
| VBC Glaronia                | SVRGSGL              | ćwierćfinał          |
| VBC Haut-Lac                | SVRVS                | 1. runda             |
| VBC La Chaux-de-Fonds       | SVRJS/SVRN           | 2. runda             |
| VBC La Suze                 | SVRJS/SVRN           | 2. runda             |
| VBC Langenthal              | SVRBESO              | 2. runda             |
| VBC Laufen                  | SVRB                 | 4. runda             |
| VBC Orbe                    | SVRV                 | 3. runda             |
| VBC Sion                    | SVRVS                | 1. runda             |
| VBC Wittenbach              | SVRNO                | 2. runda             |
| VBG Klettgau                | SVRNO                | 1. runda             |
| VBR Rickenbach              | SVRNO                | 1. runda             |
| VC Los Unidos Oberes Seetal | SVRA                 | 1. runda             |
| VC Tornado Adliswil         | SVRZ                 | 1. runda             |
| Volley Avenches             | SVRF                 | 1. runda             |
| Volley Bütschwil            | SVRNO                | 1. runda             |
| Volley Mutschellen          | SVRA                 | 5. runda             |
| Volley Uster                | SVRZ                 | 1. runda             |
| VTV Horw                    | SVRI                 | 2. runda             |

| 3. Liga (16 drużyn)  | 3. Liga (16 drużyn) | 3. Liga (16 drużyn) |
| -------------------- | ------------------- | ------------------- |
| Audax SSC            | SVRNO               | 2. runda            |
| Gibloux Volley       | SVRF                | 2. runda            |
| KSC Wiedikon         | SVRZ                | 2. runda            |
| Rainbow Sport Zürich | SVRZ                | 2. runda            |
| Rheno Volleyball     | SVRNO               | 2. runda            |
| Stadtturnverein Wil  | SVRNO               | 1. runda            |
| TV Muttenz           | SVRB                | 1. runda            |
| VBC Eburo            | SVRV                | 1. runda            |
| VBC Linth            | SVRGSGL             | 1. runda            |
| VBC Rämi             | SVRZ                | 2. runda            |
| VBC Seuzach          | SVRNO               | 1. runda            |
| VBC Spada Academica  | SVRZ                | 5. runda            |
| VBC Stäfa            | SVRZ                | 2. runda            |
| VBC Swiss            | SVRZ                | 3. runda            |
| VBC Yverdon          | SVRV                | 1. runda            |
| Volley Goldach       | SVRNO               | 2. runda            |

| 4. Liga (4 drużyny)  | 4. Liga (4 drużyny) | 4. Liga (4 drużyny) |
| -------------------- | ------------------- | ------------------- |
| TV Warth-Weiningen   | SVRNO               | 1. runda            |
| VBC Embrach          | SVRZ                | 1. runda            |
| VBC Freies Gymnasium | SVRZ                | 1. runda            |
| Volley Flawil        | SVRNO               | 1. runda            |

## Rozgrywki
Godziny do 27 października 2024 roku i od 30 marca 2025 roku podane są według strefy czasowej UTC+2, a od 27 października 2024 roku do 30 marca 2025 roku – według strefy czasowej UTC+1.

### Rundy wstępne

#### 1. runda
Grupa A

| 28 września 2024 | VBC Yverdon | 2:3                                 | NUC |                                                                                   |
| 14:00 Źródło:    |             | (21:25, 18:25, 25:22, 25:22, 13:15) |     | Salle de la Passerelle, Yverdon-les-Bains Sędzia: Emilie Marcou i José Luis Reyes |

| 11 września 2024 | VBC Eburo | 1:3                         | VBC La Chaux-de-Fonds |                                                                                         |
| 21:00 Źródło:    |           | (22:25, 15:25, 25:15, 9:25) |                       | Collège de la Place d'Armes, Yverdon-les-Bains Sędzia: Odile Auberson i Christian Roggo |

| 1 października 2024 | VBC Orbe | 3:0                   | VBC Haut-Lac |                                                                                            |
| 20:30 Źródło:       |          | (25:15, 25:10, 25:13) |              | Salle omnisport (Chemin du Puisoir 3), Orbe Sędzia: Marc-Antoine Boccali i Elginot Groubel |

| 6 października 2024 | VBC Sion | 0:3                  | VBC La Suze |                                                              |
| 15:00 Źródło:       |          | (16:25, 8:25, 21:25) |             | Lycée Collège de la Planta 2, Sion Sędzia: Christophe Dupont |

| 25 września 2024 | VBC Avully | 0:3                   | VBC Ferney-Prévessin |                                                                             |
| 20:30 Źródło:    |            | (17:25, 21:25, 22:25) |                      | Collège de Saussure, Lancy Sędzia: Edivanda Inacio De Jesus i Mihaela Milos |

| 1 października 2024 | SNVB | 3:0                   | VBC E2L |                                                                           |
| 20:30 Źródło:       |      | (25:14, 25:13, 25:21) |         | Collège de Candolle, Chêne-Bourg Sędzia: Skander Ben Cheikh i Sanaa Gasmi |

Grupa B

| 10 września 2024 | Volley Avenches | 1:3                          | VBC Langenthal |                                                                                        |
| 20:45 Źródło:    |                 | (18:25, 25:23, 20:25, 15:25) |                | Salle de gymnastique Triple, Avenches Sędzia: Christelle Chautems-Jungo i Alfio Sanapo |

Wolny los: Gibloux Volley
Grupa C

| 26 września 2024 | TV Muttenz | 0:3                   | KTV Riehen |                                                                      |
| 20:30 Źródło:    |            | (22:25, 24:26, 24:26) |            | Turnhalle Kriegacker, Muttenz Sędzia: Selina Suja i Karlo Martinovic |

| 23 września 2024 | SV Volley Wyna | 3:0                  | STV Baden |                                                                    |
| 21:00 Źródło:    |                | (25:9, 25:15, 25:17) |           | Turnhalle Pfrundmatt, Reinach Sędzia: Frank Böhme i Jolanda Birrer |

| 29 września 2024 | Raiffeisen Volleya Obwalden | 2:3                                 | TV Arlesheim |                                                                          |
| 16:00 Źródło:    |                             | (23:25, 27:29, 25:22, 25:21, 11:15) |              | Vereinshalle, Sarnen Sędzia: Andrea Ruth Schmidig i Dalia Nicola Küchler |

| 23 września 2024 | VBC Allschwil | 0:3                   | Volley Mutschellen |                                                                           |
| 20:30 Źródło:    |               | (21:25, 22:25, 23:25) |                    | Schulhaus Neuallschwil, Allschwil Sędzia: Christina Faye i Claude Grieder |

| 27 września 2024 | Hochdorf Audacia | 0:3                   | VTV Horw |                                                                            |
| 20:45 Źródło:    |                  | (15:25, 18:25, 20:25) |          | Sporthalle Baldegg, Hochdorf Sędzia: Alexandra Widmer i Vanessa Fleischlin |

| 4 września 2024 | VBC Bubendorf | 3:2                                 | VC Los Unidos Oberes Seetal |                                                                                    |
| 20:15 Źródło:   |               | (22:25, 16:25, 25:23, 25:20, 15:10) |                             | Sporthalle Sappeten, Bubendorf Sędzia: Florian Gérald Rosebrock i Karlo Martinovic |

| 26 września 2024 | VBC Laufen | 3:0                   | SC Novartis |                                                                        |
| 20:30 Źródło:    |            | (25:14, 25:15, 25:19) |             | Sporthalle des Gymnasium, Laufen Sędzia: Hugo Spahni i Samuel Bongartz |

Grupa D

| 4 września 2024 | Volley Flawil | 0:3                   | VBC Spada Academica |                                               |
| 20:00 Źródło:   |               | (10:25, 15:25, 13:25) |                     | Botsberghalle, Flawil Sędzia: Letizia Gusmini |

| 19 września 2024 | VBC Linth | 0:3                   | Volley Goldach |                                                        |
| 20:30 Źródło:    |           | (12:25, 18:25, 13:25) |                | Turnhalle Breiten, Eschenbach Sędzia: Gianluca Gigante |

| 26 września 2024 | VBC Embrach | 1:3                          | VBC Stäfa |                                                                               |
| 20:30 Źródło:    |             | (21:25, 25:23, 20:25, 20:25) |           | Primarschulhaus Ebnet, Embrach Sędzia: Thanh Ut Nguyen i Frederik Ellspermann |

| 26 września 2024 | Rainbow Sport Zürich | 3:0                   | VBR Rickenbach |                                                                          |
| 20:30 Źródło:    |                      | (25:22, 25:22, 25:21) |                | Spezialhalle Auzelg, Opfikon Sędzia: Michael Gena i Constantino Franzoso |

| 4 października 2024 | TV Warth-Weiningen | 1:3                          | VBC Rämi |                                                                     |
| 20:30 Źródło:       |                    | (25:22, 28:30, 22:25, 23:25) |          | Mehrzweckhalle Vogelhalde, Warth-Weiningen Sędzia: Fabian Kradolfer |

| 30 września 2024 | VBC Swiss | 3:1                          | VBG Klettgau |                                                                       |
| 20:30 Źródło:    |           | (25:22, 15:25, 25:23, 25:23) |              | Doppelturnhalle Feld, Kloten Sędzia: Luca Quattrini i Blerta Kurtishi |

| 17 września 2024 | VC Tornado Adliswil | 0:3                   | VBC Glaronia |                                                                 |
| 20:30 Źródło:    |                     | (21:25, 20:25, 22:25) |              | Turnhalle Hofern, Adliswil Sędzia: Luca Quattrini i Nicole Moor |

| 4 października 2024 | VBC Einsiedeln | 3:0                   | Volley Bütschwil |                                                                    |
| 20:30 Źródło:       |                | (25:16, 25:14, 25:17) |                  | Schulhaus Euthal, Euthal Sędzia: Marianne Müller i Jennifer Schöni |

| 18 września 2024 | KSC Wiedikon | 3:0                   | VBC Seuzach |                                                                              |
| 20:00 Źródło:    |              | (25:16, 25:19, 25:19) |             | Kantonsschule Wiedikon – Halle B, Zurych Sędzia: Paul Herz i Matthias Becker |

| 1 października 2024 | VBC Freies Gymnasium | 0:3                   | VBC Wittenbach |                                                                                  |
| 20:00 Źródło:       |                      | (12:25, 13:25, 18:25) |                | Freies Gymnasium Zürich, Zurych Sędzia: Neboisa Todorovic i Constantino Franzoso |

| 30 września 2024 | Rheno Volleyball | 3:1                          | Volley Uster |                                                                           |
| 20:30 Źródło:    |                  | (21:25, 25:18, 25:17, 25:18) |              | Turnhalle Blattacker, Heerbrugg Sędzia: Simona Macháčková i Timo Wüthrich |

| 25 września 2024 | Stadtturnverein Wil | 0:3                   | Appenzeller Bären |                                                                |
| 20:30 Źródło:    |                     | (20:25, 18:25, 12:25) |                   | Klosterweg Halle, Wil Sędzia: Sandra Auricht i Letizia Gusmini |

Wolny los: Audax SSC

#### 2. runda
Grupa A

| 20 października 2024 | VBC Fully | 3:0                   | Bienne Volleyboys |                                                                        |
| 14:00 Źródło:        |           | (25:15, 25:13, 25:19) |                   | Salle polyvalente, Fully Sędzia: Christophe Dupont i Christophe Bérard |

| 15 października 2024 | SNVB | 3:0                   | Groupement Sportif du CERN |                                                                             |
| 20:30 Źródło:        |      | (25:17, 25:19, 25:18) |                            | Collège de Candolle, Chêne-Bourg Sędzia: Mihaela Milos i Charalampos Botsis |

| 18 października 2024 | VBC Orbe | 3:1                          | VBC La Chaux-de-Fonds |                                                                                            |
| 20:30 Źródło:        |          | (25:20, 18:25, 25:19, 25:20) |                       | Salle omnisport (Chemin du Puisoir 3), Orbe Sędzia: Marc-Antoine Boccali i Tarek El Assaad |

|         | Nidau Volley | 0:3 (wo.)          | Lausanne VBC |  |
| Źródło: |              | (0:25, 0:25, 0:25) |              |  |

| 20 października 2024 | VBC Ferney-Prévessin | 3:1                          | VBC La Suze |                                                                                 |
| 14:00 Źródło:        |                      | (25:17, 23:25, 25:13, 25:14) |             | Gymnase des Charbonnières, Ornex Sędzia: Fabio Macchitella i Céline van Leemput |

| 20 października 2024 | VBC Sainte-Croix | 3:1                          | Meyrin VBC |                                                                                                 |
| 14:00 Źródło:        |                  | (25:18, 21:25, 25:22, 25:20) |            | Centre sportif des Champs de la Joux, Sainte-Croix Sędzia: Marc-Antoine Boccali i Sylvie Vuille |

Wolny los: NUC
Grupa B

| 7 października 2024 | Gibloux Volley | 0:3                   | TV Murten Volleyball |                                                                                  |
| 20:30 Źródło:       |                | (10:25, 11:25, 14:25) |                      | Ecole enfantine et primaire, Posieux Sędzia: Alfio Sanapo i Dominika Anna Sanapo |

| 15 października 2024 | VBC Langenthal | 1:3                          | VBC Thun |                                                                          |
| 20:30 Źródło:        |                | (20:25, 25:22, 33:35, 21:25) |          | Turnhallen Gymnasium 2, Langenthal Sędzia: Andy Sigrist i Patrick Olberg |

| 11 października 2024 | VBC Fribourg | 0:3                   | VBC Münchenbuchsee |                                                                              |
| 20:30 Źródło:        |              | (18:25, 22:25, 19:25) |                    | Halle du Belluard A, Fryburg Sędzia: Laurence Bortoluzzi i Thierry Mordasini |

| 14 października 2024 | VBC Aeschi | 3:2                                | Volero Aarberg |                                                                        |
| 20:00 Źródło:        |            | (17:25, 25:18, 21:25, 25:20, 15:6) |                | OZ DeLu, Derendingen Sędzia: Alfio Sanapo i Gilberto Herrera Sotolongo |

| 14 października 2024 | Volley Oberdiessbach | 3:0                   | VBC Bulle |                                                               |
| 20:30 Źródło:        |                      | (25:14, 25:17, 29:27) |           | Turnhalle Linden, Linden Sędzia: Stefan Hebler i Ali Al Kaabi |

Grupa C

| 25 września 2024 | VBC Bubendorf | 0:3                   | VB Therwil |                                                                           |
| 20:30 Źródło:    |               | (18:25, 24:26, 23:25) |            | Sporthalle Sappeten, Bubendorf Sędzia: Dominik Burkhardt i Christina Faye |

| 17 października 2024 | VTV Horw | 1:3                          | TV Lunkhofen |                                                             |
| 20:30 Źródło:        |          | (25:14, 23:25, 15:25, 17:25) |              | Horwerhalle, Horw Sędzia: Toni Betschart i Alexandra Widmer |

| 18 października 2024 | TV Arlesheim | 3:1                          | KTV Riehen |                                                                            |
| 20:30 Źródło:        |              | (25:13, 25:14, 22:25, 25:20) |            | Sporthalle Hagenbuchen, Arlesheim Sędzia: Timo Simonett i Karlo Martinovic |

| 20 października 2024 | VBC Laufen | 3:2                                 | VBC Kanti Baden |                                                                            |
| 13:00 Źródło:        |            | (25:21, 25:22, 16:25, 27:29, 15:10) |                 | Sporthalle des Gymnasium, Laufen Sędzia: Christina Faye i Karlo Martinovic |

| 6 października 2024 | SV Volley Wyna | 3:2                                 | #Dragons Lugano |                                                                         |
| 17:30 Źródło:       |                | (21:25, 25:19, 21:25, 25:19, 15:13) |                 | Turnhalle Pfrundmatt, Reinach Sędzia: Jolanda Birrer i Antonio Cespedes |

Wolny los: Volley Mutschellen, LK Zug, BTV Aarau
Grupa D

| 6 października 2024 | VBC Spada Academica | 3:1                          | KSC Wiedikon |                                                                              |
| 14:00 Źródło:       |                     | (25:14, 25:19, 21:25, 25:22) |              | ASVZ Sport Center Irchel, Zurych Sędzia: Michael Gena i Constantino Franzoso |

| 8 października 2024 | Audax SSC | 0:3                  | VC Smash Winterthur |                                                                          |
| 20:45 Źródło:       |           | (23:25, 26:28, 8:25) |                     | Sporthalle Tellenfeld, Amriswil Sędzia: Miguel Fässler i Thanh Ut Nguyen |

| 17 października 2024 | Rainbow Sport Zürich | 0:3                   | VBC Glaronia |                                                                            |
| 20:15 Źródło:        |                      | (12:25, 14:25, 22:25) |              | Spezialhalle Auzelg, Opfikon Sędzia: Christian Wolf i Mahmoud Abou El Hawa |

| 7 października 2024 | VBC Swiss | 3:0                   | Volley Goldach |                                                                         |
| 20:30 Źródło:       |           | (25:19, 25:19, 25:20) |                | Doppelturnhalle Feld, Kloten Sędzia: Neboisa Todorovic i Christian Wolf |

| 16 października 2024 | VBC Stäfa | 1:3                          | VBC Andwil-Arnegg |                                                                        |
| 20:30 Źródło:        |           | (15:25, 28:26, 16:25, 22:25) |                   | Turnhalle Tränkebach, Stäfa Sędzia: Christian Wolf i Neboisa Todorovic |

| 7 października 2024 | Rheno Volleyball | 1:3                          | Volley Oerlikon |                                                                            |
| 20:30 Źródło:       |                  | (20:25, 23:25, 25:22, 21:25) |                 | Turnhalle Blattacker, Heerbrugg Sędzia: Carlos Enrique Castro i Luzia Seiz |

| 20 października 2024 | VBC Wittenbach | 0:3                  | VBC Züri Unterland |                                                                  |
| 17:00 Źródło:        |                | (8:25, 15:25, 14:25) |                    | OZ Grünau, Wittenbach Sędzia: Simona Macháčková i Kim Waldburger |

| 18 października 2024 | VBC Rämi | 1:3                          | VBC Einsiedeln |                                                                               |
| 20:00 Źródło:        |          | (25:23, 17:25, 12:25, 16:25) |                | Kantonsschule Rämibühl, Zurych Sędzia: Blerta Kurtishi i Mahmoud Abou El Hawa |

Wolny los: Appenzeller Bären

#### 3. runda
Grupa A+B

| 3 listopada 2024 | TV Murten Volleyball | 3:0                   | Lausanne VBC |                                                               |
| 16:00 Źródło:    |                      | (25:18, 25:23, 25:18) |              | Turnhalle Prehl, Murten Sędzia: Tiziano Sanapo i Alfio Sanapo |

| 24 października 2024 | VBC Orbe | 0:3                   | SNVB |                                                                                            |
| 21:00 Źródło:        |          | (23:25, 18:25, 17:25) |      | Salle omnisport (Chemin du Puisoir 3), Orbe Sędzia: Elginot Groubel i Marc-Antoine Boccali |

| 27 października 2024 | NUC | 0:3                  | VBC Thun |                                                                                  |
| 16:00 Źródło:        |     | (8:25, 22:25, 20:25) |          | Nouvelle école de la Maladière, Neuchâtel Sędzia: Marian Terpino i Sylvie Vuille |

| 31 października 2024 | VBC Münchenbuchsee | 3:2                                | VBC Aeschi |                                                                                |
| 20:30 Źródło:        |                    | (22:25, 23:25, 27:25, 25:23, 15:9) |            | Sporthalle Bodenacker, Münchenbuchsee Sędzia: Michael Kühne i Slavisa Petkovic |

Wolny los: Volley Oberdiessbach, VBC Sainte-Croix, VBC Fully, VBC Ferney-Prévessin
Grupa C+D

| 30 października 2024 | BTV Aarau | 2:3                                 | TV Lunkhofen |                                                                      |
| 20:15 Źródło:        |           | (25:21, 25:23, 18:25, 22:25, 12:15) |              | Turnhalle Pestalozzi, Aarau Sędzia: Blerta Kurtishi i Jolanda Birrer |

| 3 listopada 2024 | VBC Spada Academica | 3:2                                | Appenzeller Bären |                                                                                |
| 17:30 Źródło:    |                     | (19:25, 20:25, 25:17, 25:23, 15:8) |                   | ASVZ Sport Center Irchel, Zurych Sędzia: Christian Wolf i Constantino Franzoso |

| 3 listopada 2024 | VBC Glaronia | 3:2                                 | LK Zug |                                                                     |
| 14:00 Źródło:    |              | (25:16, 21:25, 32:30, 23:25, 15:12) |        | Kantonsschule Glarus, Glarus Sędzia: Simone Cejka i Jennifer Schöni |

| 28 października 2024 | VBC Swiss | 1:3                          | Volley Mutschellen |                                                                                |
| 20:30 Źródło:        |           | (25:20, 23:25, 17:25, 23:25) |                    | Doppelturnhalle Feld, Kloten Sędzia: Christian Schemeth i Mahmoud Abou El Hawa |

| 3 listopada 2024 | TV Arlesheim | 0:3                   | VBC Züri Unterland |                                                                                   |
| 17:00 Źródło:    |              | (17:25, 20:25, 22:25) |                    | Sporthalle Hagenbuchen, Arlesheim Sędzia: Thomas Rutishauser i Theres Rutishauser |

| 1 listopada 2024 | SV Volley Wyna | 1:3                          | VC Smash Winterthur |                                                                            |
| 20:30 Źródło:    |                | (25:20, 13:25, 19:25, 23:25) |                     | Turnhalle Pfrundmatt, Reinach Sędzia: Claudia D'Aniello i Antonio Cespedes |

Wolny los: Volley Oerlikon, VBC Andwil-Arnegg, VB Therwil, VBC Einsiedeln, VBC Laufen

#### 4. runda
Grupa A+B

| 17 listopada 2024 | VBC Ferney-Prévessin | 3:2                                 | VBC Fully |                                                                                 |
| 15:00 Źródło:     |                      | (25:22, 25:12, 23:25, 25:27, 15:10) |           | Gymnase des Charbonnières, Ornex Sędzia: Edouard Gregoire i David Nitzsche-Bell |

| 17 listopada 2024 | SNVB | 3:1                          | TV Murten Volleyball |                                                                                       |
| 13:00 Źródło:     |      | (25:18, 25:16, 22:25, 25:17) |                      | Salle omnisport du Petit-Lancy, Petit-Lancy Sędzia: Mihaela Milos i Fabio Macchitella |

| 17 listopada 2024 | VBC Sainte-Croix | 1:3                          | Volley Oberdiessbach | |
| 14:00 Źródło:     |                  | (19:25, 23:25, 28:26, 20:25) |                      | Centre sportif des Champs de la Joux, Sainte-Croix Sędzia: Marc-Antoine Boccali i Jean-Christophe Besson |

Wolny los: VBC Münchenbuchsee, VBC Thun
Grupa C+D

| 16 listopada 2024 | VBC Laufen | 1:3                          | VBC Züri Unterland |                                                                      |
| 18:30 Źródło:     |            | (15:25, 25:14, 24:26, 18:25) |                    | Sporthalle des Gymnasium, Laufen Sędzia: Fabio Back i Tanja Arpagaus |

| 17 listopada 2024 | VBC Einsiedeln | 3:1                          | VBC Andwil-Arnegg |                                                                               |
| 16:30 Źródło:     |                | (22:25, 25:18, 25:17, 25:14) |                   | Schulhaus Trachslau, Trachslau Sędzia: Constantino Franzoso i Matthias Becker |

| 14 listopada 2024 | Volley Oerlikon | 1:3                          | VB Therwil |                                                                              |
| 20:00 Źródło:     |                 | (25:19, 13:25, 22:25, 20:25) |            | Spezialhalle Auzelg, Opfikon Sędzia: Christian Schmid i Constantino Franzoso |

Wolny los: VC Smash Winterthur, VBC Spada Academica, Volley Mutschellen, VBC Glaronia, TV Lunkhofen

#### 5. runda
| 1 grudnia 2024 | VBC Uni Bern | 3:1                          | VBC Servette Star-Onex |                                                                            |
| 18:00 Źródło:  |              | (26:24, 25:23, 23:25, 25:20) |                        | Sporthalle ZSSW 1-3, Berno Sędzia: Frank Böhme i Christoph Manuel Siegrist |

| 1 grudnia 2024 | SNVB | 3:0                   | VBC Münchenbuchsee |                                                                                     |
| 14:00 Źródło:  |      | (25:19, 25:15, 25:16) |                    | Centre Sportif Sous-Moulin, Thônex Sędzia: Charalampos Botsis i Tiffany Van Holsaet |

| 1 grudnia 2024 | VC Smash Winterthur | 3:2                                 | VBC Thun |                                                                               |
| 17:00 Źródło:  |                     | (21:25, 17:25, 25:19, 25:16, 15:11) |          | Schulhaus Zinzikon, Winterthur Sędzia: Miguel Fässler i Carlos Enrique Castro |

| 19 listopada 2024 | Volley Mutschellen | 0:3                   | TV Lunkhofen |                                                                       |
| 21:00 Źródło:     |                    | (19:25, 10:25, 24:26) |              | Kreisschule Mutschellen, Berikon Sędzia: Frank Böhme i Jorge Bastante |

| 28 listopada 2024 | VBC Spada Academica | 2:3                                 | VBC Glaronia |                                                                                            |
| 19:45 Źródło:     |                     | (25:19, 18:25, 19:25, 25:22, 13:15) |              | Kantonale Maturitätsschule für Erwachsene, Zurych Sędzia: Paul Herz i Mahmoud Abou El Hawa |

Wolny los: VBC Einsiedeln, Lutry-Lavaux Volleyball, VBC Voléro Zürich, VBC Ferney-Prévessin, City Volley Basel, VBC Züri Unterland, VB Therwil, Volley Oberdiessbach, Volleyball Papiermühle

#### 6. runda
| 15 grudnia 2024 | TV Lunkhofen | 1:3                          | VBC Uni Bern |                                                                                  |
| 17:00 Źródło:   |              | (16:25, 18:25, 25:21, 14:25) |              | Schule Unterlunkhofen, Unterlunkhofen Sędzia: Luca Canepa i Andrea Katrin Belser |

| 15 grudnia 2024 | VBC Glaronia | 3:1                          | VBC Einsiedeln |                                                                    |
| 15:30 Źródło:   |              | (25:16, 25:19, 22:25, 25:18) |                | Kantonsschule Glarus, Glarus Sędzia: Martin Krättli i Simone Cejka |

| 15 grudnia 2024 | Volleyball Papiermühle | 2:3                                | Lutry-Lavaux Volleyball |                                                                    |
| 15:00 Źródło:   |                        | (25:27, 25:23, 25:23, 19:25, 9:15) |                         | Schulhaus Altikofen, Ittigen Sędzia: Melika Kämpf i Melanie Walker |

| 15 grudnia 2024 | SNVB | 3:0                   | VC Smash Winterthur |                                                                                        |
| 14:00 Źródło:   |      | (25:11, 25:17, 25:22) |                     | Centre Sportif Sous-Moulin, Thônex Sędzia: Edivanda Inacio De Jesus i Edouard Gregoire |

| 15 grudnia 2024 | VBC Ferney-Prévessin | 3:2                                 | VB Therwil |                                                                                 |
| 15:00 Źródło:   |                      | (23:25, 25:18, 21:25, 25:23, 15:13) |            | Gymnase des Charbonnières, Ornex Sędzia: Charalampos Botsis i Jérémy Fankhauser |

| 15 grudnia 2024 | Volley Oberdiessbach | 3:2                                 | VBC Voléro Zürich |                                                                       |
| 14:00 Źródło:   |                      | (25:22, 20:25, 25:21, 13:25, 15:11) |                   | Primarschule, Oberdiessbach Sędzia: Michelle Pfister i Monika Lehmann |

| 15 grudnia 2024 | VBC Züri Unterland | 3:2                                | City Volley Basel |                                                                        |
| 13:30 Źródło:   |                    | (20:25, 20:25, 25:23, 25:17, 15:8) |                   | Sporthalle Ruebisbach, Kloten Sędzia: Marianne Müller i Christian Wolf |

### 1/8 finału
| 19 stycznia 2025 14:00 Źródło: | SNVB | 1:3 (22:25, 22:25, 25:23, 20:25) | VBC Züri Unterland | Centre Sportif Sous-Moulin, Thônex Sędzia: Michael Hutmacher i Melika Kämpf |

| 19 stycznia 2025 15:00 Źródło: | VBC Ferney-Prévessin | 0:3 (22:25, 16:25, 16:25) | VBC Glaronia | Gymnase des Charbonnières, Ornex Sędzia: Tiffany Van Holsaet i Christoph Manuel Siegrist |

| 19 stycznia 2025 15:00 Źródło: | Volley Oberdiessbach | 3:2 (25:21, 25:23, 15:25, 21:25, 15:12) | VBC Sursee | Primarschule, Oberdiessbach Sędzia: Deborah Tobler i Michael Gena |

| 19 stycznia 2025 16:00 Źródło: | Volley Amriswil | 3:0 (25:17, 25:14, 25:18) | Volley Näfels | Sporthalle Tellenfeld B, Amriswil Sędzia: Yves Kälin i François Troyon |

| 19 stycznia 2025 16:00 Źródło: | Colombier Volley | 3:0 (25:19, 25:16, 25:13) | STV St. Gallen | Centre scolaire des Mûriers, Colombier Sędzia: Alfio Sanapo i Andy Sigrist |

| 19 stycznia 2025 17:00 Źródło: | Lutry-Lavaux Volleyball | 0:3 (22:25, 16:25, 13:25) | Lausanne UC | Salle de sport de Corsy, La Conversion Sędzia: Thanh Ut Nguyen i Christian Schmid |

| 19 stycznia 2025 17:30 Źródło: | Chênois Genève Volleyball | 3:0 (25:18, 27:25, 25:16) | TSV Jona Volleyball | Centre Sportif Sous-Moulin, Thônex Sędzia: Francisco Droguett i Mihaela Milos |

| 19 stycznia 2025 18:00 Źródło: | VBC Uni Bern | 0:3 (17:25, 16:25, 20:25) | Volley Schönenwerd | Sporthalle ZSSW 1-3, Berno Sędzia: Matthias Wüthrich i Jorge Bastante |

### Ćwierćfinały
| 2 lutego 2025 14:00 Źródło: | VBC Züri Unterland | 0:3 (19:25, 13:25, 13:25) | Volley Amriswil | Sporthalle Ruebisbach, Kloten Sędzia: Matthias Becker i Aleksander Sikanjic |

| 2 lutego 2025 15:00 Źródło: | Volley Oberdiessbach | 0:3 (18:25, 13:25, 9:25) | Volley Schönenwerd | Primarschule, Oberdiessbach Sędzia: Mischa Stalder i Francisco Droguett |

| 2 lutego 2025 16:00 Źródło: | Colombier Volley | 1:3 (26:24, 22:25, 17:25, 19:25) | Chênois Genève Volleyball | Centre scolaire des Mûriers, Colombier Sędzia: Philippe Enkerli i Michael Jungen |

| 2 lutego 2025 17:00 Źródło: | VBC Glaronia | 0:3 (17:25, 20:25, 15:25) | Lausanne UC | Kantonsschule Glarus, Glarus Sędzia: Dominik Zindel i Nadine Hefti |

### Półfinały
| 16 lutego 2025 17:00 Źródło: | Lausanne UC | 2:3 (25:23, 21:25, 21:25, 25:23, 12:15) | Volley Amriswil | Centre sportif universitaire de Dorigny – SOS 2, Lozanna Sędzia: Alfio Sanapo i Philippe Enkerli |

| 16 lutego 2025 17:30 Źródło: | Chênois Genève Volleyball | 3:1 (25:20, 29:27, 23:25, 25:22) | Volley Schönenwerd | Centre Sportif Sous-Moulin, Thônex Sędzia: Yves Kälin i Thanh Ut Nguyen |

### Finał
| 5 kwietnia 2025 16:30 Źródło: | Chênois Genève Volleyball | 0:3 (19:25, 15:25, 29:31) | Volley Amriswil | Axa Arena, Winterthur Widzów: 2000 Sędzia: Cédric Grellier i Francisco Droguett |